# Fjällig jordtunga
Fjällig jordtunga (Geoglossum fallax) är en svampart som beskrevs av E.J. Durand 1908. Fjällig jordtunga ingår i släktet Geoglossum och familjen Geoglossaceae.  Arten är reproducerande i Sverige. Inga underarter finns listade i Catalogue of Life.